# Хапсу
Хапсу (ест. Hapsu) — село в Естонії, входить до складу волості Риуге, повіту Вирумаа.